# The Isle of Disenchantment
Albums de Psycroptic
The Scepter of the Ancients
(2003)
The Isle of Disenchantment est le premier album du groupe Psycroptic, auto-produit et sorti en 2000. Bien que conçue pour n'être qu'une démo, cette production impressionna les membres du groupe au point qu'elle sortit en tant qu'album.

## Liste des pistes
1. Carnival of Vulgarity - 4:08
2. The Sword of Uncreation - 4:19
3. Condemned by Discontent - 4:23
4. Netherworld Reality - 3:22
5. The Isle of Disenchantment - 3:25
6. Of Dull Eyes Borne - 5:03
7. Psycroptipath - 6:02
8. Beneath the Ground We Dwell - 2:59
9. The Labyrinth - 5:26